# Álvaro Hodeg
Álvaro José Hodeg Chagüi (* 16. září 1996) je kolumbijský profesionální silniční cyklista jezdící za UCI WorldTeam UAE Team Emirates XRG.

## Hlavní výsledky
2017
Giro Ciclistico d'Italia
 vítěz sprinterské soutěže
Tour de l'Avenir
vítěz 6. etapy
2. místo Grote Prijs Stad Sint-Niklaas
2018
vítěz Handzame Classic
Volta a Catalunya
vítěz 1. etapy
Deutschland Tour
vítěz 1. etapy
Tour de Pologne
vítěz 3. etapy
Kolem Turecka
vítěz 5. etapy
Adriatica Ionica Race
vítěz 1. etapy (TTT)
3. místo Grand Prix de Fourmies
4. místo Elfstedenronde
2019
vítěz Münsterland Giro
vítěz Heistse Pijl
Adriatica Ionica Race
 vítěz bodovací soutěže
vítěz etap 1 a 4
Tour Colombia
vítěz 2. etapy
Kolem Norska
vítěz 2. etapy
BinckBank Tour
vítěz 5. etapy
3. místo Bredene Koksijde Classic
2021
vítěz Grote Prijs Marcel Kint
Tour de l'Ain
vítěz 1. etapy
Okolo Slovenska
vítěz 1. etapy
7. místo Grand Prix de Fourmies
8. místo Münsterland Giro
2023
8. místo Grand Prix de Fourmies

### Výsledky na Grand Tours
| Grand Tour      | 2020 |
| --------------- | ---- |
| Giro d'Italia   | 131  |
| Tour de France  | —    |
| Vuelta a España | —    |

| —   | Nezúčastnil se |
| DNF | Nedokončil     |